# Chris Rörland
Chris Rörland, né le 27 décembre 1986 est un guitariste et graphiste suédois. Avant de rejoindre le groupe de power metal Sabaton en 2012, il joue avec TME et Nocturnal Rites.

## Biographie
Rörland apprend la guitare à 7 ans. Ses principales influences musicales sont Adrian Smith, John Petrucci, Steve Vai et Yngwie Malmsteen.
En 2010, Chris devient guitariste groupe de power metal Nocturnal Rites. En 2012, après la séparation de plusieurs membres de Sabaton, il rejoint le groupe et avec Thorbjörn Englund, ils remplacent Rikard Sundén et Oskar Montelius. 
Il fait aussi partie du groupe The Last Heroes avec Tommy Johansson, Thobbe Englund et Hannes Van Dahl.  
Chris est graphiste, a fait plusieurs pochettes d'albums pour Thobbe Englund, Sabaton, Follow the Cipher et Majestica.

## Discographie

### Sabaton
- 2014: Heroes
- 2016: The Last Stand
- 2018: The Great War
- 2022: The War To End All Wars

### En tant qu'invité
- 2008: avec Cronan: Enterprise
- 2013: avec Thobbe Englund: Fingerspitzengefühl
- 2017: avec Nocturnal Rites: Before We Waste Away
- 2018: avec Follow the Cipher: Follow the Cipher

## Graphisme
- 2015: pour Thobbe Englund – From the Wilderness
- 2016: pour Sabaton – The Last Stand
- 2016: pour Thobbe Englund – Before the Storm[3]
- 2018: pour Thobbe Englund – The Draining of Vergelmer
- 2018: pour Follow the Cipher – Follow the Cipher[4]
- 2019: pour Majestica – Above the Sky[5]